# Carlo Fracassati
Carlo Fracassati, né en 1630 et mort en 1672, est un médecin italien du XVIIe siècle.

## Biographie
Carlo Fracassati exerça à Bologne, où le théâtre anatomique du palais de l'Archiginnasio conserve une statue de lui. Il entretint une correspondance avec Marcello Malpighi par laquelle ils s'échangèrent des traités d'anatomie sur le cerveau.

## Œuvres
- Prælectio medica in aphorismos Hippocratis, Bologne, 1659, in-4° ;
- Dissertatio epistolica responsoria de cerebro ; Exercitatio epistolica de lingua, ad Johannem Alphonsum Borellium. Ces deux lettres , dont la première est adressée à Malpighi, sont insérées parmi celles de ce professeur illustre, collègue et ami de l’auteur, Bologne, 1665, in-12, ainsi que dans le tome second de la Bibliotheca anatomica de Le Clerc et Manget, Genève, 1699, in-fol. Fracassati est surtout recommandable par les injections diversement colorées qu’il a pratiquées dans les canaux les plus déliés. Il combat le système de Willis sur la différence des fonctions départies aux nerfs du cerveau et à ceux du cervelet ; il prétend avoir découvert le canal de la vessie natatoire des poissons ; il donne des détails sur la structure de la langue du veau et du chien ; il décrit les papilles qui revêtent cet organe musculeux et dont la langue des poissons est, selon lui, dépourvue. Fracassati a publié en outre l’éloge funèbre de Bartolomeo Massari, dont il avait été le disciple.